# Чапин, Джон Патнам
Джон Па́тнам Ча́пин (англ. John Putnam Chapin; 21 апреля 1810 — 27 июля 1864) — американский политик, мэр Чикаго в 1846—47 годах от Партии вигов.

## Биография
Джон Чапин родился в Брадфорде, штат Вермонт. Потом жил в Нью-Гэмпшире, а в 1832 году приехал в Чикаго и стал заниматься оптовыми и розничными продажами фирмы Wadsworth, Dyer & Chapin. В 1844 году был избран 10-м мэром Чикаго; занимал этот пост в течение одного года.
Умер в 1864 году и похоронен на кладбище «Грейсленд» в Чикаго.